# Sevlievo
Sevlievo (bugarski: Севлиево) je grad na sjeveru Bugarske u oblasti Gabrovo. Sevlijevo slovi za jedan od najbogatijih gradova u Bugarskoj, zbog jako razvijenog gospodarstva, visoke zaposlenosti, i velikog broja stranih investicija.

## Povijest
U okolici grada ima ostataka tračkih grobova iz 8. stoljeće pr. Kr. Utvrda Hotalič (pored grada) je iz srednjeg vijeka. Ova utvrda je bila u funkciji obrane preko 1000 godina. Utvrda Hotalič živjela je istovremeno s tadašnjim naseljem Servi i Selvi (današnjim gradom Sevlijevo).
Sredinom XIX st. Sevlijevo se razvilo u značajan obrtnički centar, u gradu su osnovani mnogi cehovi i razna obrtnička udruženja. Obrtnici iz Sevlijeva poduzimali su mnoga trgovačka putovanja po cijelom Otomanskom carstvu, Europi i Rusiji i bili poznati dalekim kupcima.
1834. godine obnovljena je gradska crkva Sv.prorok Ilija, a 1836. godine obnovljen je i srednjovjekovni Manastir Batoševo. Oko 1850-ih Koljo Fičeto, istaknuti graditelj bugarskog nacionalnog preporoda, izgradio je kameni most preko rijeke Rosica. 1844. godine poznati bogati trgovac i obrtnik iz Sevlijeva - Hadži Stojan Nikolov, dao je veliki novčani prilog za izgradnju velike škole.
1870. godine, u Sevlijevu je pod direktnim rukovođenjem nacionalnog velikana Vasila Levskog, poznatog kao Apostol slobode, osnovan revolucionarni komitet, koji je radio na pripremi stanovništva Sevlijeva za  Travanjski ustanak iz 1876. godine. Stanovnici Sevlijeva su se u velikom broju odazvali pozivu na ustanak.
Otomanska vlast u gradu završila je 2. srpnja 1877. godine.

## Stanovništvo
| Sevlievo                                                                           | Sevlievo | Sevlievo | Sevlievo | Sevlievo | Sevlievo | Sevlievo | Sevlievo | Sevlievo | Sevlievo | Sevlievo |
| ---------------------------------------------------------------------------------- | -------- | -------- | -------- | -------- | -------- | -------- | -------- | -------- | -------- | -------- |
| Godine                                                                             | 1946     | 1956     | 1965     | 1975     | 1985     | 1992     | 2001     | 2005     | 2007     | 2009     |
| Stanovništvo                                                                       | 9 827    | 14 381   | 20 423   | 24 429   | 26 440   | 25 494   | 24 775   | 24 448   | 24 258   | 24 065   |
| izvori: Nacionalni zavod za statistiku, „Citypopulation.de“, „Pop-stat.mashke.org“ |          |          |          |          |          |          |          |          |          |          |